# فرودگاه پاریس-اورلی
 فرودگاه پاریس-اورلی (به انگلیسی: Paris-Orly Airport) (به زبان بومی: Aéroport de Paris-Orly) یک فرودگاه همگانی مسافربری با کد یاتا ORY است که یک باند فرود بتن دارد و طول باند آن ۲۴۰۰ متر است. این فرودگاه در شهر پاریس کشور فرانسه قرار دارد و در ارتفاع ۸۹ متری از سطح دریا واقع شده است.

## نگارخانه

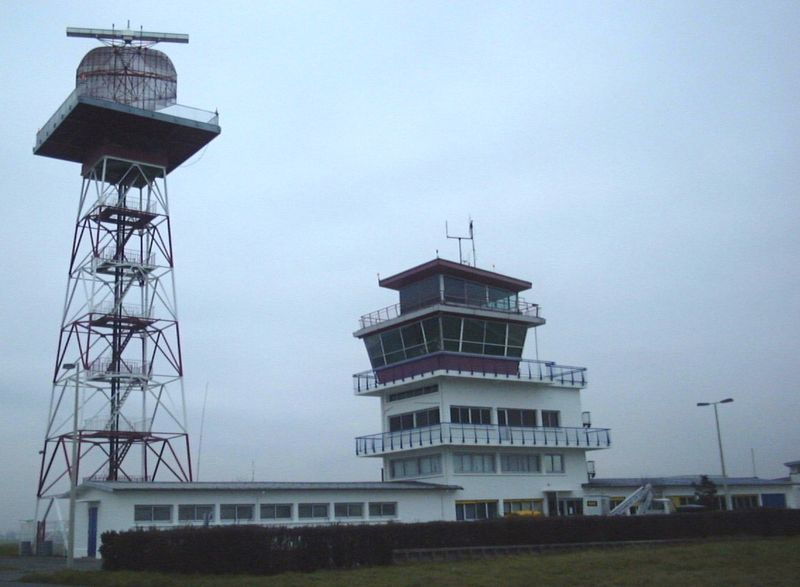
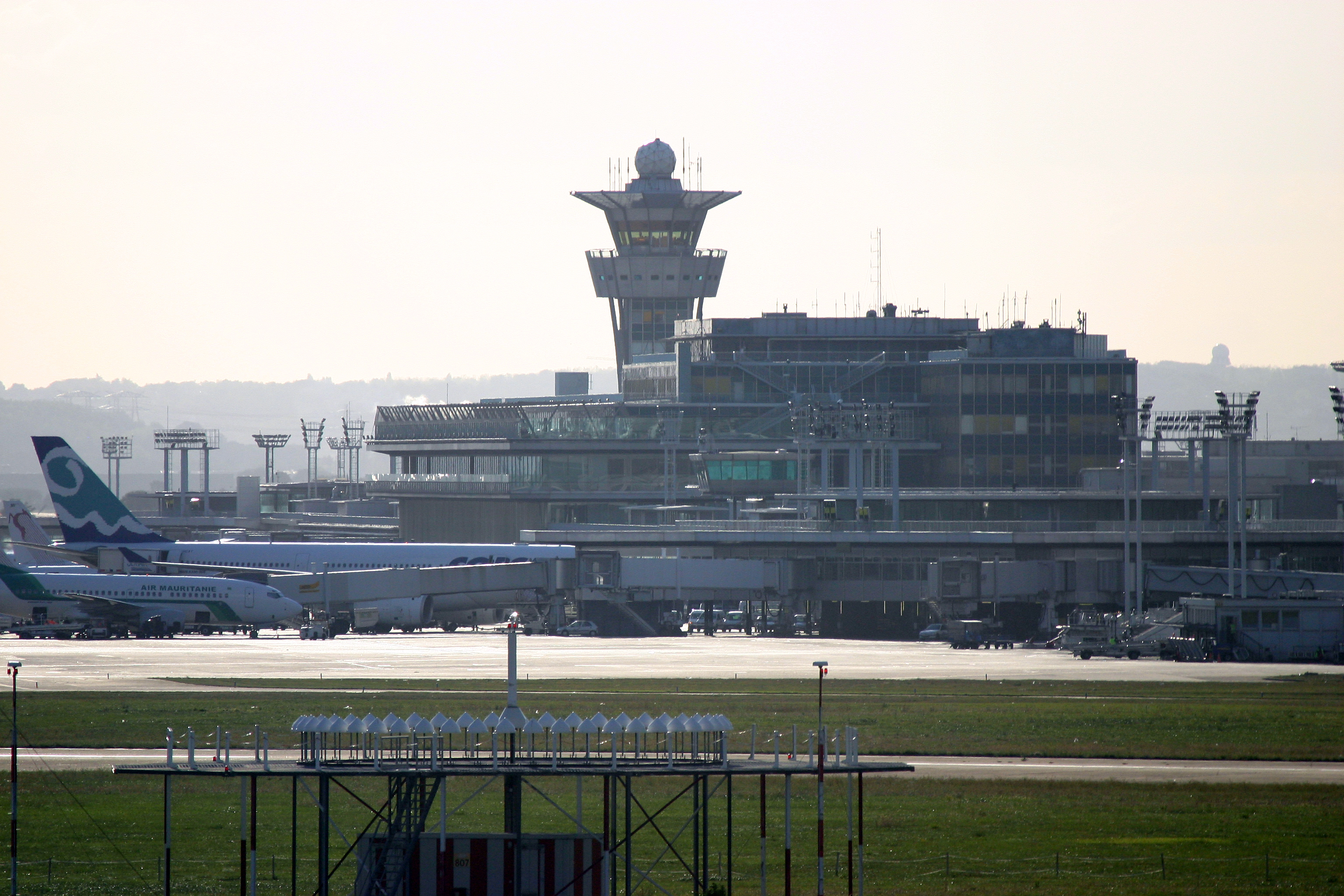
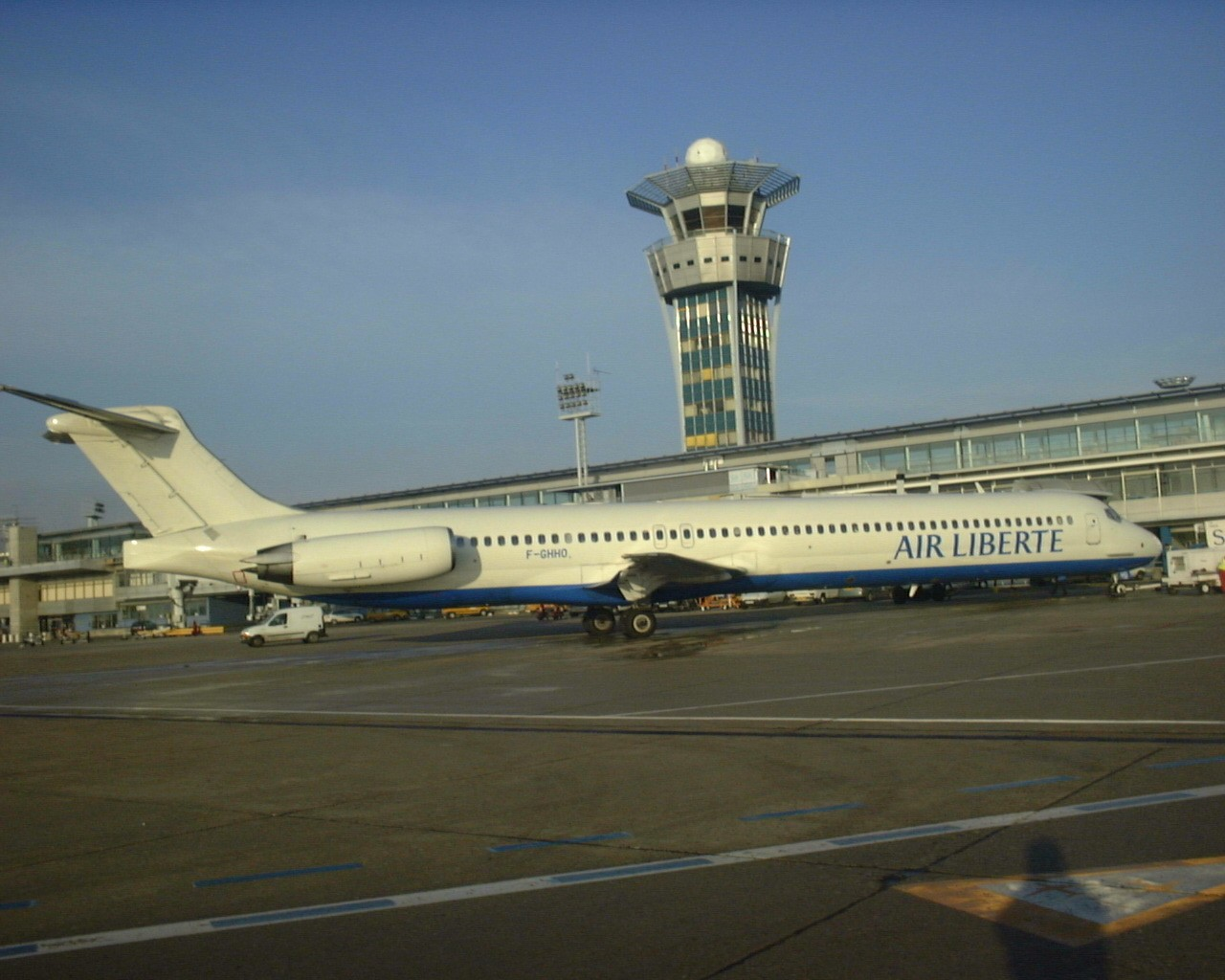
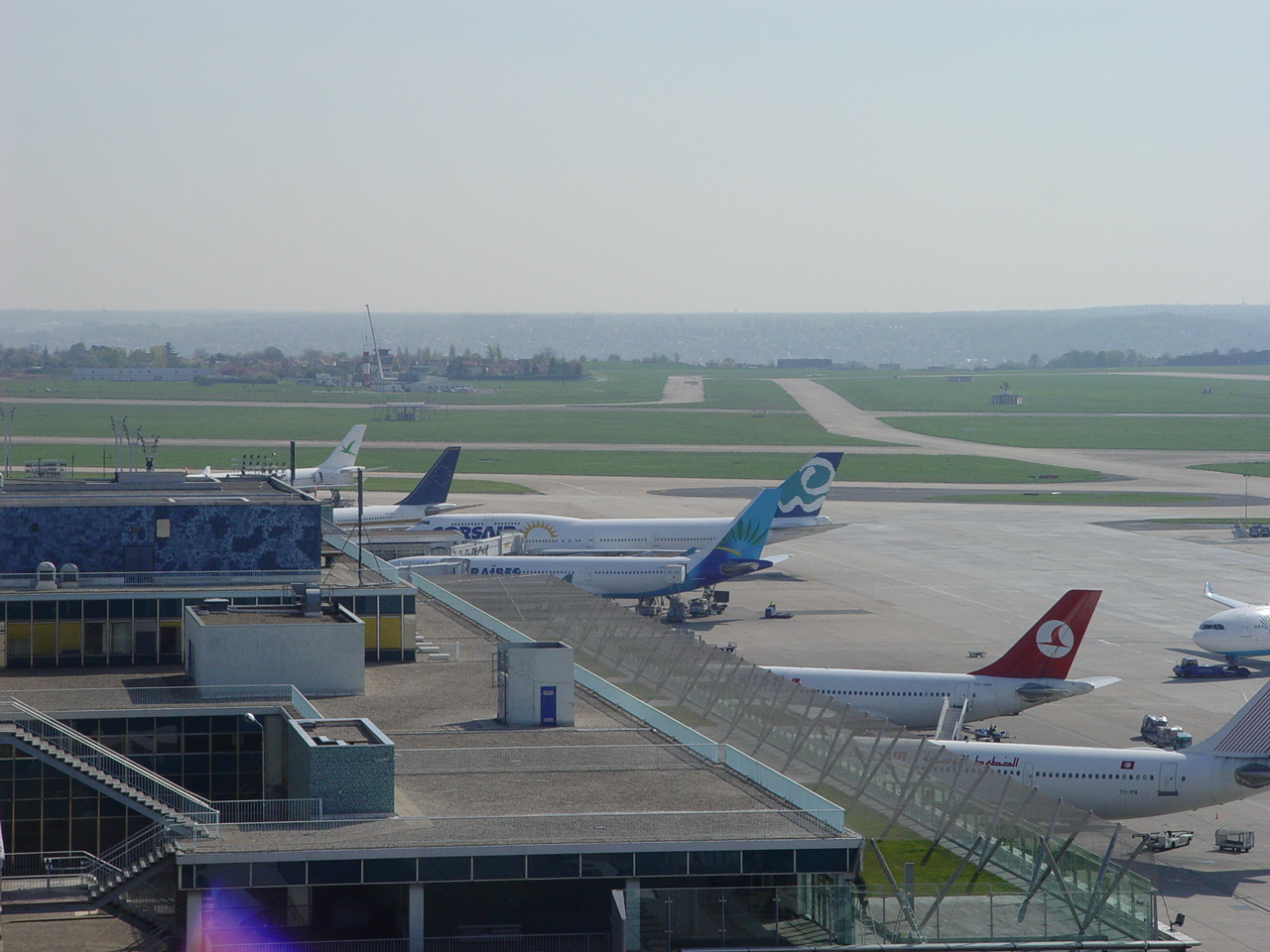
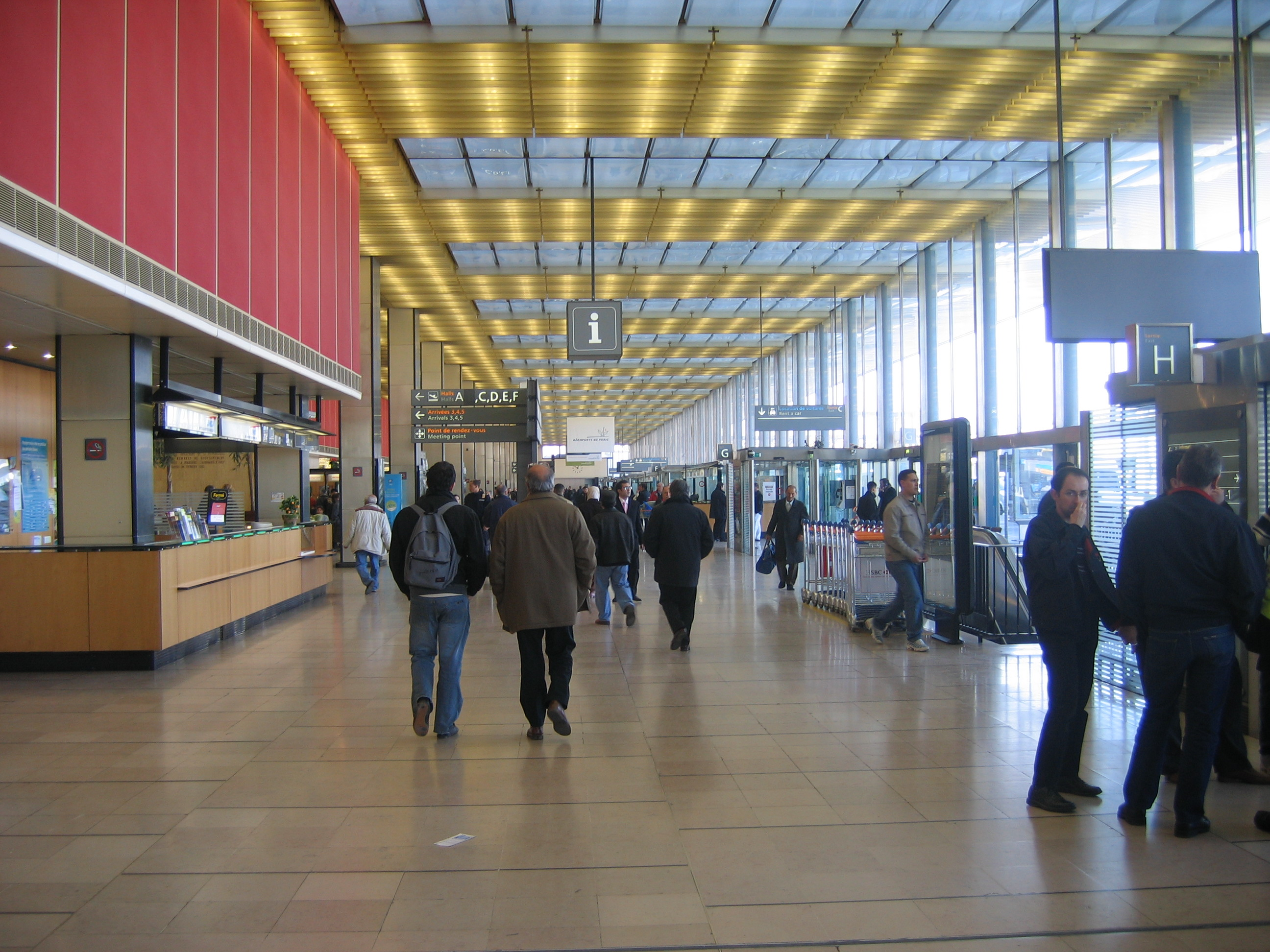
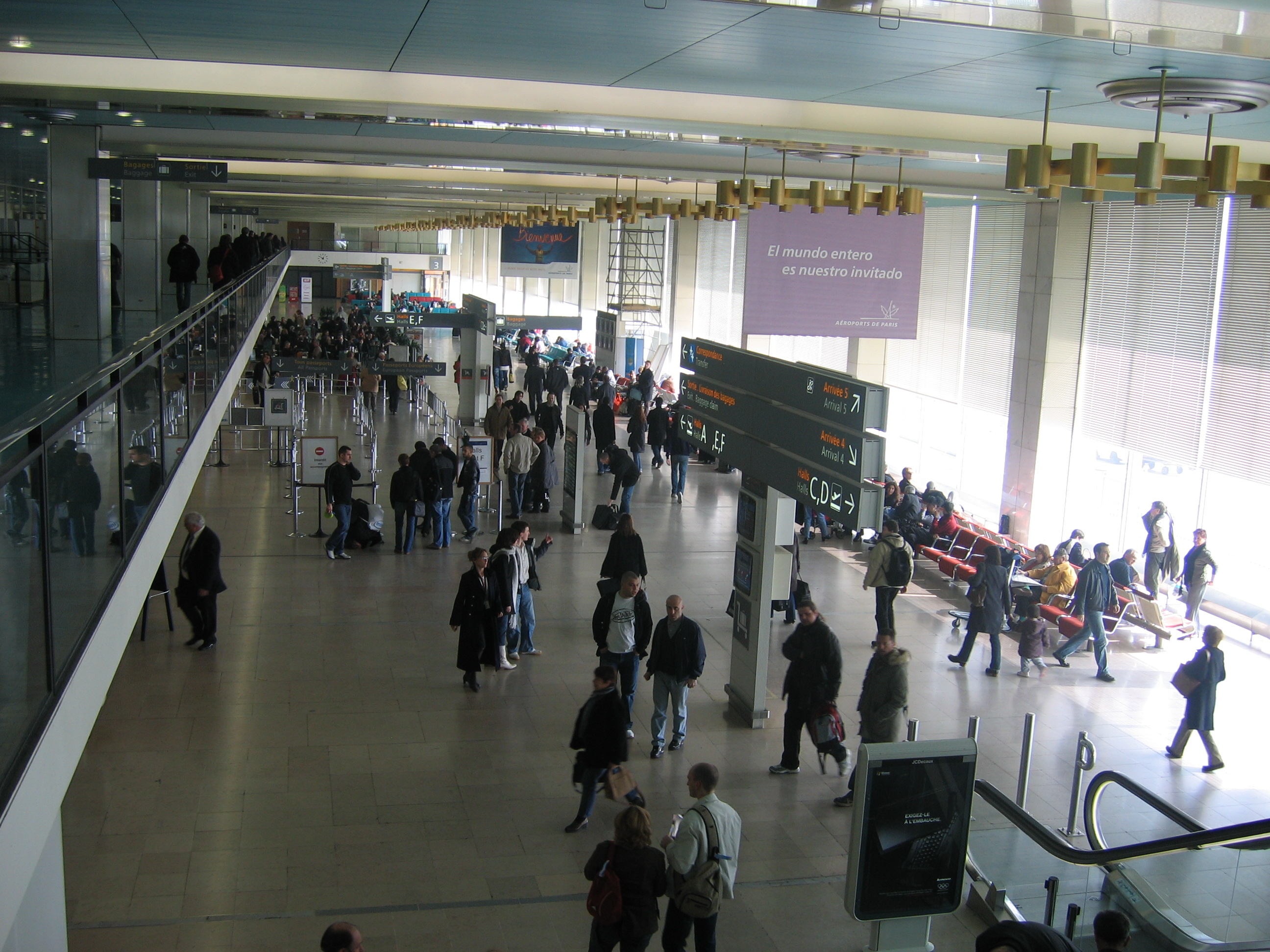
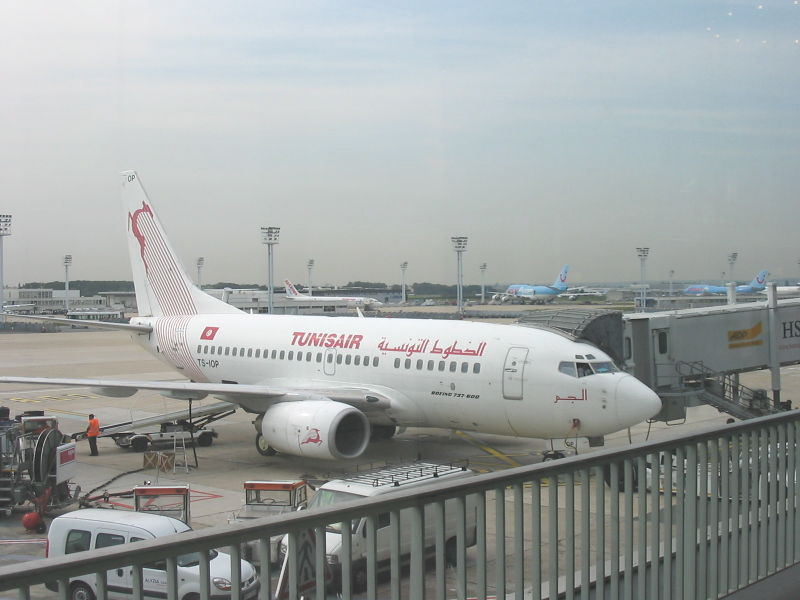
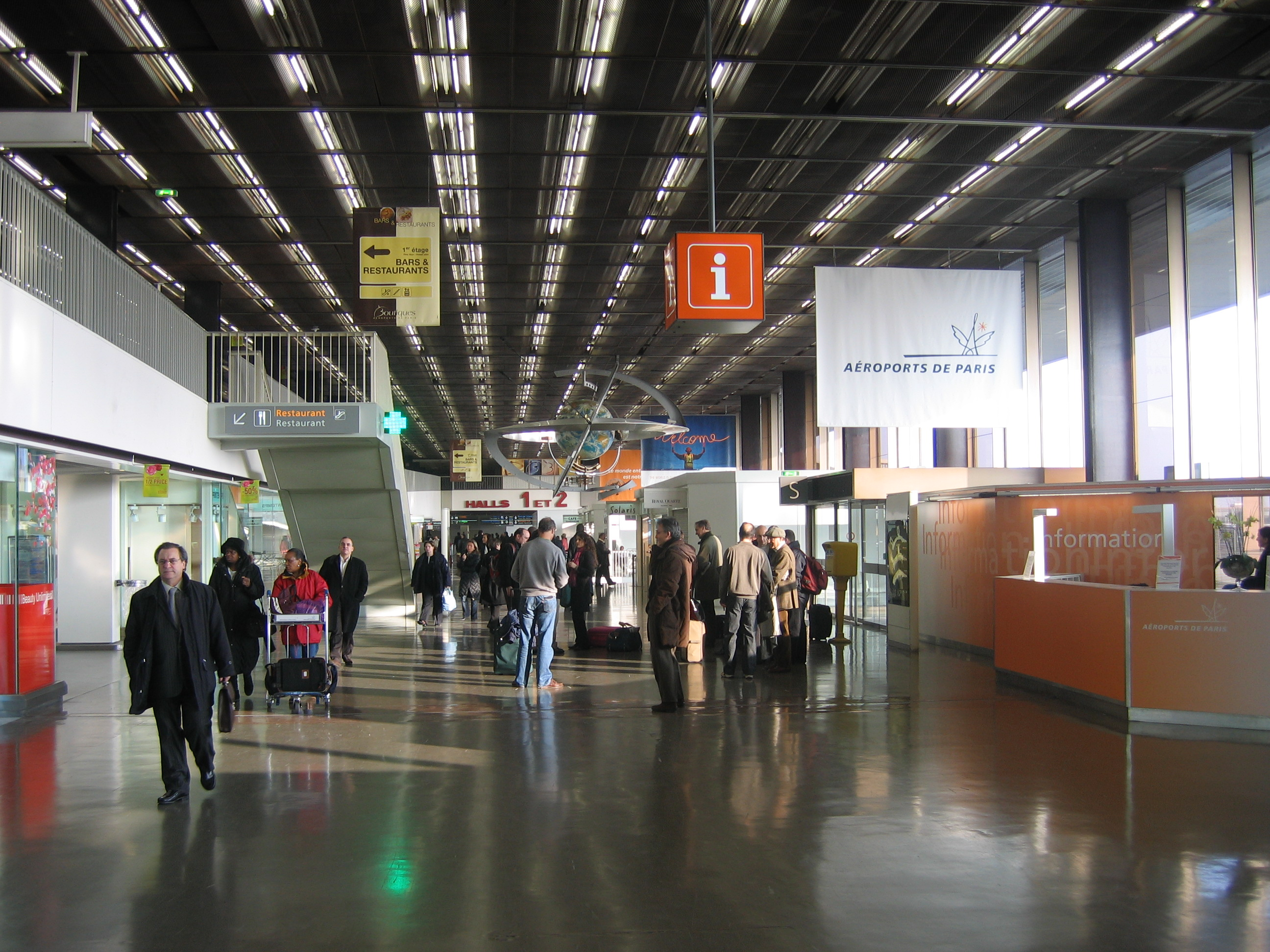